# Mid Island-Pacific Rim (circonscription britanno-colombienne)
Pour les articles homonymes, voir Pacific Rim.
Circonscription électorale provinciale du Canada
Mid Island-Pacific Rim est une circonscription provinciale de la Colombie-Britannique représentée à l'Assemblée législative de la Colombie-Britannique depuis 2017.

## Géographie
En 2020, la circonscription représente une partie de l'île de Vancouver dans le district régional d'Alberni-Clayoquot.

## Liste des députés
| Législature                                                        | Années                                                             | Député                                                             | Député                                                             | Parti                                                              |
| Mid Island-Pacific Rim Circonscription issue d'Alberni-Pacific Rim | Mid Island-Pacific Rim Circonscription issue d'Alberni-Pacific Rim | Mid Island-Pacific Rim Circonscription issue d'Alberni-Pacific Rim | Mid Island-Pacific Rim Circonscription issue d'Alberni-Pacific Rim | Mid Island-Pacific Rim Circonscription issue d'Alberni-Pacific Rim |
| ------------------------------------------------------------------ | ------------------------------------------------------------------ | ------------------------------------------------------------------ | ------------------------------------------------------------------ | ------------------------------------------------------------------ |
| 41e                                                                | 2017–2020                                                          |                                                                    | Scott Fraser (en)                                                  | Néo-démocrate                                                      |
| 42e                                                                | 2020–2024                                                          |                                                                    | Josie Osborne (en)                                                 | Néo-démocrate                                                      |
| 43e                                                                | 2024–en cours                                                      |                                                                    | Josie Osborne (en)                                                 | Néo-démocrate                                                      |